# Ricky Proehl
Richard Scott „Ricky“ Proehl (geboren am 7. März 1968 in der Bronx, New York City) ist ein ehemaliger US-amerikanischer American-Football-Spieler auf der Position des Wide Receivers. Er spielte 17 Saisons in der National Football League (NFL) für die Phoenix / Arizona Cardinals, die Seattle Seahawks, die Chicago Bears, die St. Louis Rams, die Carolina Panthers und die Indianapolis Colts. Proehl gewann mit den St. Louis Rams den Super Bowl XXXIV und mit den Indianapolis Colts den Super Bowl XLI.

## Karriere

### College
Proehl ging auf die Wake Forest University und spielte dort von 1986 bis 1989 College Football für die Wake Forest Demon Deacons. In vier Jahren fing er dort 188 Pässe für 2949 Yards und 25 Touchdowns. In der Saison 1989 wurde Proehl in das All-Star-Team der Atlantic Coast Conference (ACC) gewählt. Er hält die Rekorde für die meisten gefangenen Yards in einer Saison (1053 Yards in der Saison 1989) sowie insgesamt und die meisten gefangenen Touchdownpässe eines Spielers von Wake Forest. Im Jahr 2002 wurde Proehl in die Wake Forest Sports Hall of Fame aufgenommen, und 2011 in die North Carolina Sports Hall of Fame.

### NFL
Proehl wurde im NFL Draft 1990 in der dritten Runde an 58. Stelle von den Phoenix Cardinals (ab 1994 Arizona Cardinals) ausgewählt. Nach einer überzeugenden Saison als Rookie mit 56 gefangenen Pässen für 802 Yards und vier Touchdowns war er in den folgenden vier Jahren Stammspieler bei den Cardinals. Im April 1995 gaben die Cardinals Proehl im Austausch gegen einen Viertrundenpick an die Seattle Seahawks ab. In Seattle blieb er in zwei Spielzeiten weitgehend erfolglos, nach einer besseren Saison bei den Chicago Bears wechselte Proehl zu den St. Louis Rams. Dort wurde er überwiegend als Ergänzungsspieler bei Third Down eingesetzt. Als Teil der Offensive, die als „Greatest Show on Turf“ bekannt wurde, gewann er mit den Rams den Super Bowl XXXIV gegen die Tennessee Titans. Im NFC Championship Game der Saison 1999 fing Proehl sechs Pässe für 100 Yards, dabei erzielte er 4:44 Minuten vor Ende der Partie den entscheidenden Touchdown zum 11:6-Sieg der Rams gegen die Tampa Bay Buccaneers und war damit wesentlich am Einzug von St. Louis in den Super Bowl XXXIV gegen Tennessee beteiligt. Mit den Rams stand er auch im Super Bowl XXXVI gegen die New England Patriots, in dem er anderthalb Minuten vor Ende der Partie mit einem Touchdown zum 17:17 ausglich. Die Patriots gewannen jedoch durch ein Field Goal von Adam Vinatieri aus 48 Yards mit dem Auslaufen der Uhr.
Zur Saison 2003 schloss Proehl sich den Carolina Panthers an. Mit den Panthers zog er in den Super Bowl XXXVIII gegen die New England Patriots ein, in dem er vier Pässe für 71 Yards fing, darunter einen Touchdown zum 29:29-Ausgleich kurz vor Schluss. Dennoch unterlag Carolina, wie schon zwei Jahre zuvor verpasste Proehl durch ein spätes Field Goal von Vinatieri seinen zweiten Super-Bowl-Sieg. Anschließend spielte Proehl noch zwei weitere Saisons für die Panthers. Ende November 2006 nahmen die Indianapolis Colts Proehl als Ersatz für den verletzten Brandon Stokley unter Vertrag. Allerdings kam Proehl verletzungsbedingt selbst nur in zwei Spielen zum Einsatz und fing drei Pässe für 30 Yards. Die Colts zogen in den Super Bowl XLI ein und gewannen gegen die Chicago Bears, Proehl stand nicht im Kader für das Spiel. Nach dem Super Bowl beendete Proehl seine Karriere nach 17 Jahren in der NFL.
Nach seiner Spielerkarriere war Proehl ab 2011 als Offensive Assistant bei den Carolina Panthers aktiv und war von 2013 bis 2016 Trainer der Wide Receiver. Anschließend beendete er seine Laufbahn als Trainer, um mehr Zeit für seine Familie zu haben.

### NFL-Statistiken
| 1990                               | Phoenix Cardinals  | 16  | 2   | 56  | 802  | 14,3 | 45 | 4  |
| 1991                               | Phoenix Cardinals  | 16  | 16  | 55  | 766  | 13,9 | 62 | 2  |
| 1992                               | Phoenix Cardinals  | 16  | 15  | 60  | 744  | 12,4 | 63 | 3  |
| 1993                               | Phoenix Cardinals  | 16  | 16  | 65  | 877  | 13,5 | 51 | 7  |
| 1994                               | Arizona Cardinals  | 16  | 16  | 51  | 651  | 12,8 | 63 | 5  |
| 1995                               | Seattle Seahawks   | 8   | 0   | 5   | 29   | 5,8  | 9  | 0  |
| 1996                               | Seattle Seahawks   | 16  | 7   | 23  | 309  | 13,4 | 56 | 2  |
| 1997                               | Chicago Bears      | 15  | 10  | 58  | 753  | 13,0 | 78 | 7  |
| 1998                               | St. Louis Rams     | 16  | 11  | 60  | 771  | 12,9 | 47 | 3  |
| 1999                               | St. Louis Rams     | 15  | 2   | 33  | 349  | 10,6 | 30 | 0  |
| 2000                               | St. Louis Rams     | 12  | 4   | 31  | 441  | 14,2 | 29 | 4  |
| 2001                               | St. Louis Rams     | 16  | 2   | 40  | 563  | 14,1 | 37 | 5  |
| 2002                               | St. Louis Rams     | 16  | 2   | 43  | 366  | 10,8 | 33 | 4  |
| 2003                               | Carolina Panthers  | 16  | 2   | 27  | 389  | 14,4 | 66 | 2  |
| 2004                               | Carolina Panthers  | 16  | 3   | 34  | 497  | 14,6 | 34 | 0  |
| 2005                               | Carolina Panthers  | 16  | 0   | 25  | 441  | 17,6 | 69 | 4  |
| 2006                               | Indianapolis Colts | 2   | 1   | 3   | 30   | 10,0 | 13 | 0  |
| Total                              | Total              | 244 | 109 | 669 | 8878 | 13,3 | 78 | 54 |
| Quelle: pro-football-reference.com |                    |     |     |     |      |      |    |    |

## Persönliches
Zwei Söhne von Proehl spielen ebenfalls Football als Wide Receiver. Austin Proehl war für die University of North Carolina at Chapel Hill aktiv und wurde in der siebten Runde des NFL Draft 2018 ausgewählt, Blake Proehl spielte für die East Carolina University und wurde nach dem NFL Draft 2021 als Undrafted Free Agent (UDFA) unter Vertrag genommen.

## Trivia
Das Zitat „Tonight, a dynasty is born, baby!“ von Proehl vor der Niederlage im Super Bowl XXXVI erlangte später durch seine unfreiwillige Ironie Bekanntheit. Anstelle der favorisierten Rams gewannen die Patriots ihren ersten Super Bowl. In den folgenden zwei Jahrzehnten prägten die Patriots mit Bill Belichick und Tom Brady eine Dynastie und gewannen in zwei Jahrzehnten fünf weitere Titel, während die Niederlage im Super Bowl sich als das Ende der Ära der „Greatest Show on Turf“ bei den Rams herausstellte.